# Luisa Ortega Díaz
Luisa Ortega Díaz (castellà: Luisa Marvelia Ortega Díaz)  (Valle de la Pascua, 11 de gener de 1958) és una advocada veneçolana. Va ser fiscal general del Ministeri Públic (MP) d'aquest país, càrrec que va exercir per designació de l'Assemblea Nacional de Veneçuela (el 13 de desembre de 2007), pel període entre 2008 i 2014, un lapse de set anys, sent ratificada pel parlament per un període igual el 22 de desembre del 2014 (2014-2021). Ortega Díaz va acceptar aquest segon nomenament al càrrec per la majoria chavista de l'Assemblea Nacional, tot i que no va comptar amb el vot de les 2/3 parts de la mateixa tal com requereix la Constitució de la República Bolivariana de Veneçuela.
El 5 d'agost de 2017 va ser destituïda pel Tribunal Suprem de Justícia (TSJ) i l'Assemblea Nacional Constituent (ANC) promoguda per Nicolás Maduro, fet que va ser rebutjat per l'Assemblea Nacional de Veneçuela argumentant que només aquesta institució tenia la potestat per realitzar aquesta remoció segons la Constitució de la nació, i catalogant a la fiscal com l'única autoritat legitima del Ministeri Públic, raó per la qual cosa és anomenada per l'AN, el Tribunal Suprem de Justícia a l'exterior i alguns mitjans de comunicació com «Fiscal general de Veneçuela a l'exili».

## Biografia
Ortega va estudiar a la Universitat de Carabobo i va obtenir el seu títol d'advocada. Es va especialitzar en dret penal a la Universitat Santa Maria (on va exercir com a professora), i dret processal a la Universitat Catòlica Andrés Bello, totes dues situades a Caracas. També es va exercir com a consultora jurídica del canal de televisió de l'Estat Venezolana de Televisión, ingressant, posteriorment, al Ministeri Públic a l'abril de 2002. Com a Fiscal Sisena del Ministeri Públic, va presentar la acusació en contra dels comissaris Iván Simonovis, Henry Vives i Lázaro Forero pels Fets de Pont Llaguno.
El 27 de febrer de 2013, va prendre jurament com a presidenta de la Comissió per la Justícia i la Veritat per contribuir a les investigacions de tots els crims de lesa humanitat i violacions dels Drets Humans perpetrats per l'Estat veneçolà entre 1958 i 1998 de conformitat amb la Llei per Sancionar els Crims, Desaparicions, Tortures i altres Violacions dels Drets Humans per raons polítiques comeses pels governs que van dirigir el país durant aquest període.

## La seva tasca com a Fiscal General
Entre les accions més importants durant la seva gestió a la Fiscalia General de la República Bolivariana de Veneçuela, es troben:
- Va estar al front del Ministeri Públic durant el Judici del líder opositor Leopoldo López. L'Organització de les Nacions Unides, la Unió Europea, Amnistia Internacional, Human Rights Watch i diverses organitzacions internacionals de drets humans han condemnat aquest arrest per haver estat motivat políticament, ja que va estar marcat per greus violacions del degut procés i no es van aportar proves que vinculin a l'acusat amb cap delicte.[5][6][7][8]
- La investigació, processament i detenció de caps i directors d'una sèrie de petits bancs no simpatitzants del govern sotmesos a irregularitats en l'administració del seu patrimoni.
- L'avançament en la investigació de l'execució de grups insurgents, per part de l'estat veneçolà el 4 d'octubre de 1982, coneguda com la Massacre de Cantaura, fet ocorregut en les rodalies de la ciutat de Cantaura a l'Estat d'Anzoátegui.
- La sol·licitud d'extradició i enjudiciament de l'expresident Carlos Andrés Pérez, per la repressió de les protestes i disturbis durant el seu govern, desenvolupat entre els dies 27 i 28 de febrer de 1989, conegut com El Caracazo, quan forces de seguretat de la Policia Metropolitana de Caracas, les Forces Armades de l'Exèrcit i la Guàrdia Nacional van sortir als carrers a controlar la situació, seguint les ordres de l'exgovernant.[9][10]
- La creació de l'Escola Nacional de Fiscals, institució docent adscrita al Ministeri Públic, que té com a finalitat la formació i millora del material humà que actua en representació de la fiscalia. La finalització acadèmica implica la titularitat en els càrrecs el que genera estabilitat professional i independència de l'organisme.
- La millora de l'estructura d'investigació criminalística i científica del Ministeri Públic veneçolà, mitjançant la creació de laboratoris propis.
- L'anunci d'investigació de les declaracions de Mario Silva sobre corrupció en el govern.[11]
- El 4 d'abril de 2014, va informar que el coordinador nacional del partit Voluntad Popular, Leopoldo López va ser acusat pels delictes d' «instigació pública, danys a la propietat en grau de determinador, incendi en grau de determinador i associació per delinquir».
- La creació de fiscalies especialitzades en àrees de sensibilitat social, com la violència contra la dona, protecció a nens, nenes i adolescents, ambient laboral, així com fiscalies orientades a la investigació de delictes greus contra les persones (homicidis) o delinqüència organitzada (robatori de vehicles, extorsió i segrest).[12][13][14][15]
- La creació de les «fiscalies municipals», despatxos destinats a atendre delictes les penes no excedeixin els tres anys com a pena màxima; són fiscalies amb molta funcionalitat, treballant directament amb les comunitats, organitzacions socials i institucions educatives.
- El 24 de març de 2017, en la presentació de l'informe final realitzat per la Comissió per la Justícia i la Veritat, va destacar que gràcies a la feina de recerca realitzat van ser establertes les responsabilitats dels que van cometre violacions de drets humans i crims de lesa humanitat entre 1958 i 1998.[16]
- El 31 de març de 2017, va declarar que les Sentències 155 i 156 del TSJ, són una ruptura de l'ordre constitucional.
- El 24 de maig de 2017, va declarar que l'estudiant Joan Pablo Pernalete va ser mort per una bomba lacrimògena disparada per la Guàrdia Nacional Bolivariana, desmuntant així la versió que van oferir Néstor Reverol, Ministre d'Interior, Justícia i Pau i altres membres del govern de Nicolás Maduro, qui sostenien que Pernalete havia estat assassinat amb una pistola per un desconegut.
- El 1r de juny de 2017 introdueix un recurs al TSJ, en el qual sol·licita a la Sala Constitucional aclarir el significat de la progressivitat dels drets humans, els quals no poden ser desmillorats, això amb relació a la Sentència 378 d'aquesta sala, on decideix que Nicolás Maduro podia convocar una Assemblea Nacional Constituent sense referèndum consultiu previ, violant així la Constitució de Veneçuela.[17]
- El 12 de juny de 2017 va impugnar el nomenament dels 33 magistrats designats il·legalment per l'Assemblea Nacional el 2015, sol·licitant a més la inhibició d'aquests magistrats de conformitat amb el que estableix la Llei Orgànica de Tribunal Suprem de Justícia (LOTSJ).[18] La petició va ser rebutjada pel TSJ sense donar explicacions de la seva decisió.[19]

## Demandes en contra seva
En 2014 Delsa Solórzano, advocada i diputada al Parlament Llatinoamericà, va anunciar que demandaria a Ortega Díaz per no haver investigat les pèrdues milionàries per l'ús de dòlars preferencials de sistema CADIVI.
Arran de les Sentències 155 i 156 del TSJ, on aquestes li treia totes les seves facultats constitucionals al Parlament veneçolà controlat per l'oposició i se'ls atorgava al President de la República, el 31 de març de 2017 la fiscal va denunciar en roda de premsa que hi va haver una «ruptura de l'ordre constitucional». Aquest mateix dia, el President va convocar un Consell de Defensa de la Nació per exhortar el TSJ reconsiderar les sentències. A l'endemà, el màxim tribunal va suprimir de les sentències les mesures cautelars que anul·laven a l'AN. El 1r de maig de 2017, el President va anunciar mitjançant el Decret 2830 la convocatòria a una Assemblea Nacional Constituent, amb la qual la fiscal no va estar d'acord. Després que el TSJ es pronunciés mitjançant Sentència 347 dictant que l'executiu podia convocar una ANC perquè ell actuava en nom de la sobirania del poble, la fiscal va interposar davant el TSJ diferents recursos per a l'anul·lació de l'ANC, ja que al seu parer aquest procés violava els articles 5, 63, 347 i 348 de la Constitució. Després de la negativa del TSJ als recursos de la fiscal, aquesta va demanar anul·lar el nomenament de 13 magistrats i 21 suplents designats el 23 de desembre de 2015 per l'AN amb majoria oficialista, ja que tal nomenament estava viciat per no haver-se realitzat segons el procediment establert en la LOTSJ, al mateix temps que va demanar als magistrats impugats inhibir-se de la causa segons el que estableixen els articles 55, 56 i 57 eiusdem. El TSJ novament va denegar la petició de la fiscal sense donar explicacions de fons de la seva decisió. La fiscal va sol·licitar al TSJ judici previ de mèrit contra els magistrats que van subscriure les sentències 155 i 156, per «conspirar per alterar la forma republicana de la nació» (article 132 Codi Penal), demanda que de nou és negada pel TSJ sense donar explicacions de la seva decisió.
Posteriorment Pedro Carreño, diputat oficialista pel Gran Polo Patriótico (GPP) va sol·licitar al TSJ un judici previ de mèrit contra la Fiscal per la comissió dels següents suposats delictes greus: «atemptar, lesionar, o amenaçar l'ètica pública i la moral administrativa», «actuar amb greu i inexcusable ignorància de la Constitució», i de «violar, amenaçar o menyscabar els principis fonamentals establerts a la Constitució». L'oficialista Carreño també va sol·licitar al TSJ la prohibició de sortida del país de la Fiscal i congelació dels seus béns. El TSJ accedeix a les peticions del diputat oficialista i va programar per al 4 de juliol de 2017 la primera audiència del judici previ de mèrit, a més que concedeix les mesures cautelars sol·licitades de prohibir la sortida del país de la Fiscal i congelar els seus béns.

## Destitució
El 5 d'agost, el TSJ en Sala Plena i usurpant l'autoritat de l'Assemblea Nacional, va decidir suspendre del càrrec a la fiscal general Luisa Ortega Díaz i començar el seu enjudiciament, a més de congelar els seus béns, prohibir sortir de país i inhabilitar-la per exercir càrrecs públics. Aquest mateix dia, l'ANC que començava a funcionar, per proposta de Diosdado Cabello i amb decisió unànime dels seus 545 integrants, va destituir la fiscal general del seu càrrec. Ortega Díaz va ignorar la sentència del Tribunal i la decisió de l'ANC per considerar-los il·legals.
Luis Almagro (secretari general de l'Organització d'Estats Americans), mandataris americans i europeus, així com fiscals de diversos països van manifestar el seu rebuig a la destitució de Luisa Ortega Díaz.